# Brentwood (Los Angeles)
Pour les articles homonymes, voir Brentwood.
Brentwood est un quartier de la ville de Los Angeles, dans l'État de Californie aux États-Unis.

## Situation
Situé au pied des monts Santa Monica, Brentwood est bordé par Pacific Palisades à l'Ouest, Santa Monica au Sud-Ouest, West Los Angeles au Sud, Sawtelle au Sud-Est, Westwood à l'Est, Bel-Air au Nord-Est et Encino au Nord.

## Historique
Le site actuel de Brentwood faisait partie autrefois du Rancho San Vicente y Santa Monica, un ranch espagnol vendu en lots aux anglo-saxons après la défaite du Mexique dans la guerre américano mexicaine.
Occupé par des terrains agricoles (soja, avocats etc.) au moment de son annexion à Los Angeles en 1916, le quartier de Brentwood compte désormais parmi les plus cossus de LA et l'un des plus prisés de l'Ouest de la ville. Il accueille des zones commerciales prospères le long de ses principaux axes de circulation (Wilshire Boulevard, Sunset Boulevard) et il est majoritairement habité par des populations de cadres et de professions libérales.

## Environnement
Brentwood, de même que Santa Monica qui la jouxte, jouit d'un climat doux alimenté par des brises marines qui viennent de l'Océan Pacifique. Bien souvent, le quartier se réveille baigné par une « couche marine », un lit de nuages qui se forme la nuit et se dissipe au milieu de la matinée. La topographie du lieu marque une nette division en deux, de part et d'autre de Sunset Boulevard, avec au Nord le plissement du Mont Santa Monica formant une zone vallonnée et au Sud, une zone plane. Cette dernière (de même que les quartiers voisins de Westgate-Sawtelle) renferme des sources souterraines qui jaillissent en une petite rivière, proche du terrain de golf. San Vicente Boulevard est la principale artère (le Main Street américain) de Brentwood.

## Démographie
Le quartier comptait 30 964 habitants en 2010, dont 81,5 % de Blancs non hispaniques, 8,56 % d'Asio-Américains, 5,46 % d'Hispaniques, 1,23 % d'Afro-Américains, 3,94 % de métis et 1,77 % de personnes appartenant à une autre catégorie ethno-raciale.
Brentwood accueille également une importante communauté iranienne.[réf. nécessaire]
Les langues les plus parlées dans les foyers, après l'anglais, sont l'espagnol et le persan et dans une moindre mesure, le chinois, le japonais, le coréen, l'allemand, le français et l'hébreu.
En 1999, le revenu médian par foyer était de 103 000 $, par famille de 130 000 $, et le revenu médian par personne de 72 000 $.

## Résidents célèbres
Parmi les habitants de Brentwood les plus connus figurent Arnold Schwarzenegger, Alanis Morissette, Steven Spielberg, Jim Carrey, Cindy Crawford, Steven Seagal, Angela Lansbury, Patrick Dempsey, Marg Helgenberger et Sarah Michelle Gellar 
Par le passé, dans les années 1940 et 50, ont vécu là Gary Cooper, Clark Gable, Tyrone Power, Arthur Rubinstein, Joan Crawford, Henry Fonda, Shirley Temple et bien d'autres.
Dans les années 1960 et 1970, Marilyn Monroe, Anne Baxter, Judy Garland.
Dans les années 1980 et 1990, l'ancien sportif O. J. Simpson.

## Musée
Brentwood accueille, sur ses collines, le Getty Center.

## Télévision
Brentwood est le titre en version française de la série télévisée Pacific Palisades.

## Décès
Sont décédés à Brentwood :
- Harry Carey, acteur ;
- Marilyn Monroe ;de façon mystérieuse
- Nicole Brown Simpson, l'ex-épouse d'O. J. Simpson, soupçonné de l'avoir assassinée, puis acquitté au pénal au terme d'un procès très médiatisé aux États-Unis ;
- Karl Malden, acteur ;
- Jean Bartel, Miss America 1943 ;
- Wolfgang Petersen, réalisateur.